# Carolin Emcke

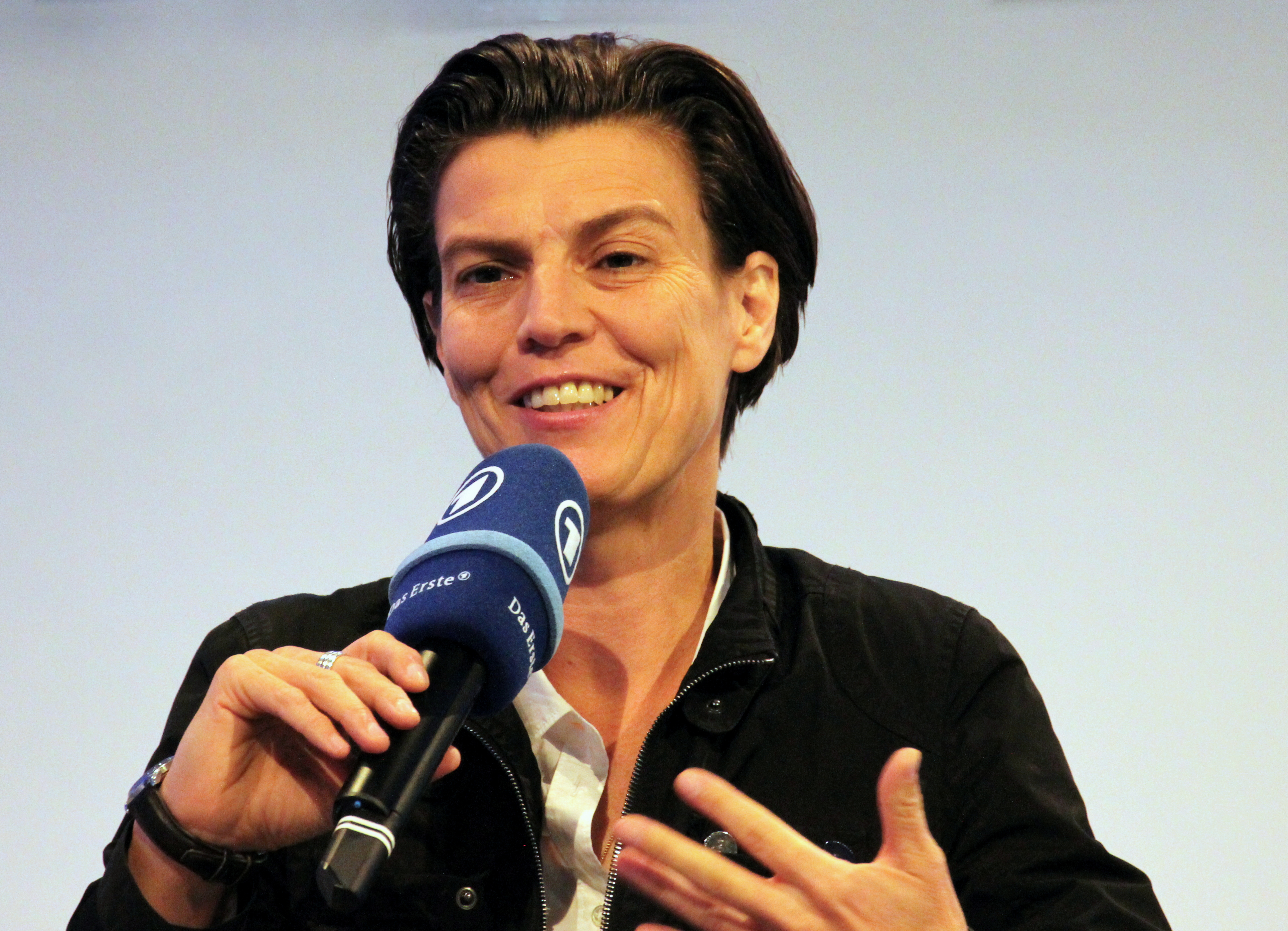
Carolin Emcke, Frankfurter Buchmesse 2016

Carolin Emcke (* 18. August 1967 in Mülheim an der Ruhr) ist eine deutsche Autorin, Publizistin und Moderatorin. Im Jahr 2016 wurde sie mit dem Friedenspreis des Deutschen Buchhandels ausgezeichnet.

## Leben
Ihre Eltern sind Manfred Emcke, Industriemanager (unter anderem Vorwerk und Reemtsma) und Berater (unter anderem für das Bundesministerium der Verteidigung), und seine Ehefrau Anita (geborene Siller). Sie wuchs in Wuppertal und Hamburg auf und machte 1986 das Abitur. Daraufhin studierte sie in Frankfurt am Main, an der London School of Economics und an der Harvard University Philosophie, Politik und Geschichte. Sie schloss ihr Studium 1993 mit dem Abschluss Magistra Artium bei Jürgen Habermas ab; ihre Magisterarbeit behandelt das Recht auf Widerstand. Sie war Stipendiatin der Studienstiftung des deutschen Volkes und wurde 1998 in Frankfurt bei Axel Honneth in Philosophie mit der Arbeit Kollektive Identitäten: sozialphilosophische Grundlagen promoviert.
Von 1998 bis 2006 war sie in der Auslandsredaktion des Spiegels tätig und berichtete aus Krisengebieten. In den Jahren 2003 und 2004 lehrte Emcke als Gastdozentin Politische Theorie an der Yale University in Seminaren über „Theorien der Gewalt“ und „Zeugenschaft von Kriegsverbrechen“. Seit 2004 moderiert sie das mit der Bundeszentrale für politische Bildung veranstaltete monatliche Diskussionsformat Streitraum an der Berliner Schaubühne. 2006 und 2007 arbeitete Emcke als Beraterin des Studiengangs Journalismus der Hamburg Media School, seit 2007 ist sie freie Publizistin, u. a. für die ZEIT und die Süddeutsche Zeitung. Seit 2018 ist sie Mitglied des Kuratoriums der Gerda Henkel Stiftung.
Emcke lebt in Berlin und ist mit Silvia Fehrmann liiert, die das Berliner Künstlerprogramm des DAAD leitet.

## Werk
Zu Themen wie Globalisierung, Theorien der Gewalt, Zeugenschaft, Fotografie und kulturellen Identitäten hält sie regelmäßig Seminare und Vorträge und publiziert dazu. 2007 erinnerte sie in dem Bericht Stumme Gewalt an ihren „Patenonkel“ und Freund ihres Vaters, Alfred Herrhausen, der als Vorstandssprecher der Deutschen Bank am 30. November 1989 bei einem Attentat ermordet wurde, das Mitgliedern der dritten Generation der Rote Armee Fraktion zugeschrieben wird. Emcke plädierte in der Veröffentlichung für einen gesellschaftlichen Dialog, an dem sich die Täter beteiligen sollten. Als Ersatz für die gescheiterte Aufklärung des Verbrechens im strafrechtlichen Ermittlungsverfahren schlug sie nach dem Vorbild der Wahrheits- und Versöhnungskommission in Südafrika vor, durch „Freiheit gegen Aufklärung“ das Schweigen zu brechen: Den Tätern werde unter der Bedingung Amnestie gewährt, dass sie ein umfassendes Geständnis ablegten. Das impliziere beiderseits die Bereitschaft, auf Gewalt, Rache und Verachtung zu verzichten. Carolin Emcke erhielt 2008 für diesen Text und Vorschlag den Theodor-Wolff-Preis.
In dem autobiographischen Buch Wie wir begehren (2013) beschreibt Emcke die Entdeckung ihrer Homosexualität, wobei sie ihre Wünsche formuliert, aber auch die soziale Ausgrenzung als Ergebnis ihres Coming-out diskutiert. Im Januar 2014 führte sie zusammen mit Moritz Müller-Wirth für Die Zeit ein Interview mit Thomas Hitzlsperger über dessen Coming-out.
Von 2014 bis 2016 gehörte sie der ersten Jury des Bayerischen Buchpreises an. Zudem ist sie Mitglied im PEN-Zentrum Deutschland. Sie gehört zu den Unterstützern der Charta der Digitalen Grundrechte der Europäischen Union, die Ende November 2016 veröffentlicht wurde. Seit 2017 veranstaltet Emcke die Reihe ABC der Demokratie in der Cumberlandschen Galerie des Staatstheaters Hannover, die viermal pro Jahr stattfindet. 2020 moderierte sie den Musik-Podcast Stereo beim NDR. Im Juni 2021 wurde eine Stelle in Emckes Gastrede auf dem virtuellen Bundesparteitag von Bündnis 90/Die Grünen von CDU-Generalsekretär Paul Ziemiak als Verharmlosung des Antisemitismus kritisiert, er nahm den Vorwurf jedoch nach einem Telefonat mit Emcke zurück. Im September 2021 kuratierte sie das Projekt Archiv der Flucht am Berliner Haus der Kulturen der Welt.
Ihr Buch Gegen den Hass wurde von der Universität Freiburg für das Projekt Eine Uni – ein Buch ausgewählt.

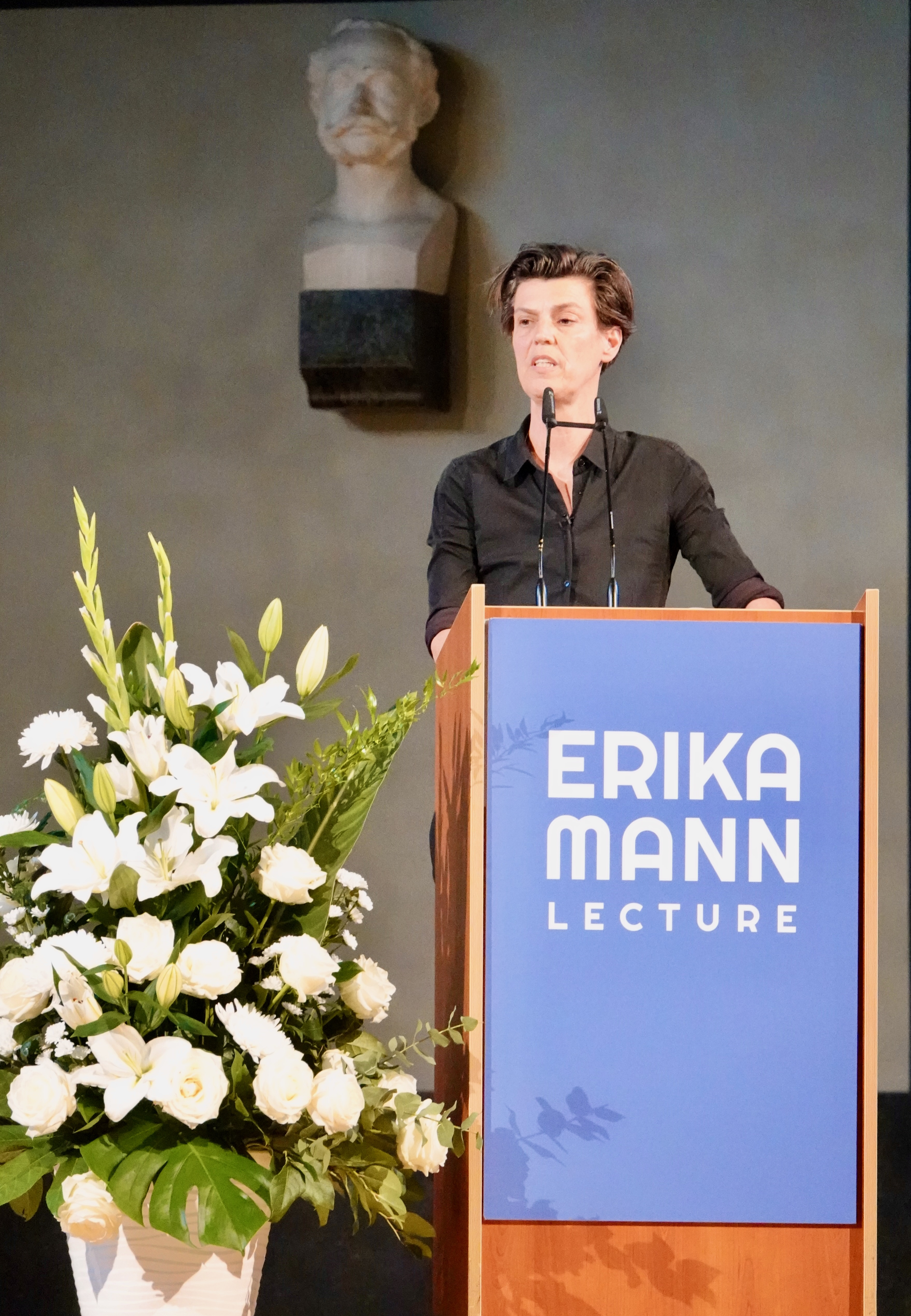
Erika Mann Lecture 2024

2024 hielt Carolin Emcke die im Jahr zuvor von der Münchner Ludwig-Maximilians-Universität ins Leben gerufene Erika Mann Lecture. Darin untersuchte sie Gründe für Empathielosigkeit.

## Auszeichnungen
Emcke wurde am 23. Oktober 2016 in der Paulskirche anlässlich der Frankfurter Buchmesse mit dem Friedenspreis des Deutschen Buchhandels ausgezeichnet; ihre Laudatorin war ihre Doktormutter Seyla Benhabib.
- 2005: Das-politische-Buch-Preisträgerin der Friedrich-Ebert-Stiftung
- 2006: Förderpreis des Ernst-Bloch-Preises[30]
- 2008: Theodor-Wolff-Preis[31]
- 2010: Otto-Brenner-Preis für Kritischen Journalismus, für ihren Text Islamgegner; Liberaler Rassismus[32]
- 2010: „Journalist des Jahres 2010“ des Medium Magazins[33]
- 2014: Johann-Heinrich-Merck-Preis[34]
- 2015: Lessing-Preis des Freistaates Sachsen[35]
- 2016: Friedenspreis des Deutschen Buchhandels[26]
- 2017: Verdienstorden der Bundesrepublik Deutschland
- 2019: Brückenpreis der Stadt Regensburg[36]
- 2020: Carl-von-Ossietzky-Preis für Zeitgeschichte und Politik
- 2020: Verdienstorden des Landes Nordrhein-Westfalen[37]
- 2021: Rosa-Courage-Preis
- 2023: Hermann-Sinsheimer-Preis[38]
- 2023: Wuppertaler Poetikdozentur für faktuales Erzählen[39]
- 2024: Kasseler Bürgerpreis Das Glas der Vernunft[40]
- 2024: Mercator-Professur der Universität Duisburg-Essen
- 2024: Kompassnadel des Queeren Netzwerkes NRW[41]

## Schriften
- Kollektive Identitäten. Sozialphilosophische Grundlagen. Campus, Frankfurt am Main / New York NY 2000, ISBN 3-593-36484-0 (Zugleich: Dissertation, Universität Frankfurt, 1998); 2. Auflage 2010, ISBN 978-3-593-39222-6.
- Von den Kriegen. Briefe an Freunde. S. Fischer, Frankfurt am Main 2004, ISBN 3-10-017013-X (Die ursprünglichen Texte wurden von Sebastian Vogel aus dem Englischen übersetzt und für die Druckfassung von der Autorin überarbeitet).
  - Echoes of Violence. Letters from a War Reporter. Princeton University Press, Princeton/Oxford 2007, ISBN 978-0-691-12903-7.
- Stumme Gewalt. Nachdenken über die RAF. S. Fischer, Frankfurt am Main 2008, ISBN 978-3-10-017017-0 (mit Beiträgen von Winfried Hassemer und Wolfgang Kraushaar).
- Wie wir begehren. S. Fischer, Frankfurt am Main 2012, ISBN 978-3-10-017018-7.
- Weil es sagbar ist. Über Zeugenschaft und Gerechtigkeit. S. Fischer, Frankfurt am Main 2013, ISBN 978-3-10-017019-4.
- Denk mal! Anregungen von Roger Willemsen, Carolin Emcke, Nina Pauer, Harald Welzer, Stefan Klein u. a. Fischer-Taschenbuch-Verlag, Frankfurt am Main 2014, ISBN 978-3-596-03080-4. (Reihe: Denk mal! Teil 2015)
- Gegen den Hass. Essay. S. Fischer, Frankfurt am Main 2016, ISBN 978-3-10-397231-3.
- Ja heißt Ja und … Ein Monolog. S. Fischer, Frankfurt am Main 2019, ISBN 978-3-10-397462-1.
- Journal. Tagebuch in Zeiten der Pandemie. S. Fischer, Frankfurt am Main 2021, ISBN 978-3-10-397094-4.
- Für den Zweifel Gespräche mit Thomas Strässle. Kampa Verlag, Zürich 2022, ISBN 978-3-311-14036-8.
- Was wahr ist. Über Gewalt und Klima. Wallstein Verlag, Göttingen 2024, ISBN 978-3-8353-5625-2.

## Interviews
- Carolin Emcke über Homophobie. Interview die tageszeitung, 28. Januar 2014
- Autorin Carolin Emcke im Gespräch mit René Aguigah, 54 Minuten, Deutschlandfunk, 21. Januar 2018
- Ich habe an diesem Abend alles falsch gemacht, was man falsch machen kann, in Republik, 20. Mai 2019
- Christoph Amend, Jochen Wegner: Carolin Emcke, wie finden wir Glück? In: Alles gesagt? Interviewpodcast von Zeit Online. 31. Oktober 2019.